# Nagidusa miranda
Nagidusa miranda är en fjärilsart som beskrevs av Dyar 1905. Nagidusa miranda ingår i släktet Nagidusa och familjen tandspinnare. Inga underarter finns listade i Catalogue of Life.